# Llibertat i Democràcia Directa
Llibertat i Democràcia Directa (en txec: Svoboda a přímá demokracie, SPD) és un partit polític nacionalista i populista de dretes de Txèquia.

## Història
El partit es va fundar al maig de 2015 per Tomio Okamura i Radim Fiala quan vuit diputats d'Alba - Coalició Nacional es van escindir del grup parlamentari, mantenint-se fins al final de la legislatura com a independents. El nom del partit s'inspiraria en el llavors grup europeu Europa de la Llibertat i la Democràcia Directa, malgrat impulsaria vincles amb altres faccions d'extrema dreta com el Front Nacional francès, el qual estava llavors al grup europeu Europa de les Nacions i de la Llibertat. En aquest sentit, abans de les eleccions legislatives de 2017, Marine Le Pen recolzaria públicament al SPD.
Així, el partit aconseguiria finalment el 10% i 22 diputats a les eleccions de 2017, mantenint-se a l'oposició. A les eleccions europees de 2019, el SPD aconseguiria el 9% i dos eurodiputats, els quals entrarien en el grup Identitat i Democràcia, malgrat al 2022 l'eurodiputat Hynek Blaško abandonaria el partit per desavinences amb el President Tomio Okamura.
Al 2021 el SPD mantindria posicions amb el 9.5% i 20 diputats, que seguirien a l'oposició durant la legislatura. A les eleccions europees de 2024 el partit aconseguiria un eurodiputat, que passaria al nou grup europeu Europa de les Nacions Sobiranes.

## Resultats electorals

### Cambra de Diputats
| Any  | Vots            | %               | Escons   | ±   | Pos. | Govern   |
| ---- | --------------- | --------------- | -------- | --- | ---- | -------- |
| 2015 | Escissió d'Alba | Escissió d'Alba | 8 / 200  | Nou | -    | Oposició |
| 2017 | 538,574         | 10.64           | 22 / 200 | 14  | 4t   | Oposició |
| 2021 | 513,910         | 9.56            | 20 / 200 | 2   | 4t   | Oposició |

### Senat
| Any  | 1a volta | 1a volta | 1a volta | 2a volta | 2a volta | 2a volta | Escons | +/- |
| Any  | Vots     | %        | Pos.     | Vots     | %        | Pos.     | Escons | +/- |
| ---- | -------- | -------- | -------- | -------- | -------- | -------- | ------ | --- |
| 2016 | 5,988    | 0.68     | 20è      |          |          |          | 0 / 27 | Nou |
| 2018 | 70,110   | 6.44     | 7è       |          |          |          | 0 / 27 | =   |
| 2020 | 61,352   | 6.15     | 7è       |          |          |          | 0 / 27 | =   |
| 2022 | 85,855   | 7.72     | 4t       | 2,791    | 0.58     | 15è      | 0 / 27 | =   |
| 2024 | 42,733   | 5.39     | 6è       | 3,318    | 0.85     | 11è      | 0 / 27 | =   |

### Eleccions Presidencials
| Any  | Candidat | Candidat             | 1a volta  | 1a volta | 1a volta | 2a volta  | 2a volta | 2a volta |
| Any  | Candidat | Candidat             | Vots      | %        | Result   | Vots      | %        | Resultat |
| ---- | -------- | -------------------- | --------- | -------- | -------- | --------- | -------- | -------- |
| 2018 |          | Suport a Miloš Zeman | 1,985,547 | 38.56    | 2a volta | 2,853,390 | 51.37    | Elegit   |
| 2023 |          | Jaroslav Bašta       | 248,375   | 4.45     | Derrota  |           |          |          |

### Eleccions locals
| Any  | Vots      | %    | Pos. | Escons       | +/- |
| ---- | --------- | ---- | ---- | ------------ | --- |
| 2018 | 3,612,359 | 3.24 | 9è   | 155 / 61.892 | Nou |
| 2022 |           |      | 7è   | 492 / 61.780 | 334 |

### Parlament Europeu
| Any  | Líder      | Vots    | %         | Escons | +/− | Grup |
| ---- | ---------- | ------- | --------- | ------ | --- | ---- |
| 2019 | Ivan David | 216,718 | 9.14 (#5) | 2 / 21 | Nou | ID   |
| 2024 | Petr Mach  | 170,172 | 5.73 (#7) | 1 / 21 | 1   | ESN  |